# 染色体畸变

三种主要的单染色体片段异常：(1)缺失，(2)重复，(3)倒置

染色体畸变是指细胞中染色体数目的增减和结构的改变。畸变可自然发生，也可人工诱发。一些物理因子（如电离辐射）和化学诱变剂能提高畸变频率。根据畸变的特殊遗传学效应，其可用於于动植物育种，如利用三倍体可造成不育的无籽西瓜。

## 数目的增减
数目的增减包括：
1. 染色体组数的改变 （如含有多组的多倍体和含有单组的单倍体）。
2. 个别染色体数目的改变（如比正常染色体数多一个的三体和少一个的单体）。

## 结构的改变
结构的改变包括：
1. 染色体的片段缺失（Deletion），结果造成染色体上基因数目的减少。
2. 增加了片段的重复（Duplication），结果造成染色体上基因数目的增多。
3. 染色体片段作180°颠倒的倒位（Inversion），使这一段染色体上的基因顺序与其他基因顺序方向相反，基因数目没有改变。
4. 非同源染色体间相互交换片段的易位（Translocation），包括相互易位和非相互易位。